# Aurelius Capital Management
Aurelius Capital Management — американский хедж-фонд, основанный в 2005 году Марком Бродским и Адамом Станиславским и зарегистрированный в США. Управляет фондом Марк Бродский, юрист, ранее работавший в фонде Elliott Associates.
Фонд по инвестиционной стратегии относится к группе фондов-«стервятников» (термин, по-видимому, введён в обращение министром иностранных дел Аргентины Эктором Тимерманом). Такие фонды специализируются на выкупе и предъявлении к погашению обязательств крупных проблемных заёмщиков, в том числе суверенного долга. Как правило, фонд-стервятник скупает проблемные долги значительно дешевле номинальной стоимости, а затем, выступая в качестве миноритарного держателя долга, блокирует пакетную реструктуризацию и списание долгов, добиваясь выкупа своего пакета по номинальной стоимости, либо использует процедуру банкротства и взимает долг через арест и ликвидацию активов должника.

## Работа с корпоративными долгами
В 2010 году последствия мирового кризиса вынудили дубайскую государственную инвесткомпанию Dubai World просить кредиторов строительного проекта Nakheel о смягчении условий возврата долгов. Для успешной реструктуризации национальное законодательство Дубая требовало 100 % согласия кредиторов. Единственным несогласным кредитором из пакета кредитов на общую сумму $25 млрд оказался Aurelius Capital Management, скупивший обязательства на общую сумму около $5 млн. Долг был выкуплен у фонда другим кредитором проекта — Deutsche Bank, сумма сделки не оглашалась.
В 2013 году фонд участвовал в реструктуризации обязательств британского Co-op Bank, скупив значительное число обязательств банка после понижения его кредитного рейтинга до мусорного. По итогам реструктуризации долга и санации банка головной корпорацией обязательства выросли в цене и были превращены в биржевые акции банка.
В начале 2015 года Aurelius Capital Management выступал в качестве одного из держателей корпоративного долга Petrobras и пытался использовать скандал вокруг взяточничества в бразильском нефтяном гиганте и связанные с этим задержки в официальной отчётности. В частности, фонд пытался организовать совместное заявление держателей более чем 25 % долга о просрочке платежей, что требовалось законом для объявления дефолта.

## Задолженность Аргентины
После экономического кризиса в Аргентине, приведшего к дефолту по суверенному долгу, обязательства Аргентины перед частными кредиторами были реструктуризованы на 93 % объёма долга. Хедж-фонды, в число которых входил и Aurelius Capital Management, владевшие оставшимися 7 % долга, не согласились с условиями реструктуризации и оставили за собой право взыскать долги через суд.
В октябре 2013 года фонды NML Capital Limited и Aurelius Capital Management прибегли к судебному иску с целью вынудить Аргентину заплатить 100 % задолженности по просроченным обязательствам, которые были выкуплены фондами за небольшую долю от их номинальной стоимости. Иск базировался на особенностях некоторых суверенных облигаций Аргентины, выпущенных и обслуживавшихся в США и подпадавших под юрисдикцию федеральной судебной системы США.
В 2014 году федеральный судья США Томас Гриза присудил NML Capital Limited и Aurelius Capital Management право немедленного взыскания полной суммы долга с процентами по некоторым просроченным долгам Аргентины на общую сумму $1,33 млрд, что привело к обрушению кредитного рейтинга Аргентины и получило название «второй аргентинский дефолт». Попытки Аргентины оспорить решение в высших судебных инстанциях США успеха не имели.

## ЗадолженностьУкраины
В 2015 году фонды Elliott Associates и Aurelius Capital Management оказались держателями украинских обязательств на номинальную сумму $500 млн и получили право голоса при обсуждении соглашения о реструктуризации части суверенного долга Украины на общую сумму $18 млрд. Оба фонда отказались от участия в реструктуризации и потребовали от Международной ассоциации свопов и деривативов (ISDA) признать просрочку Украиной платежей по текущим обязательствам. 2 октября 2015 года исполнительный комитет ISDA признал наступление 4 октября 2015 года события неуплаты Украиной долга.

## Долговой кризис Пуэрто-Рико
В 2017 году Aurelius Capital Management приобрёл на вторичном рынке часть облигаций, выпущенных администрацией Пуэрто-Рико, значительно обесценившихся из-за неспособности Пуэрто-Рико обслуживать долг.